# Atanas Komșev
Atanas Komșev (în bulgară Атанас Комшев; n. 23 octombrie 1959, Devetinți, Burgas, Bulgaria – d. 12 noiembrie 1994, Sofia, Bulgaria) a fost un luptător ce a reprezentat Bulgaria, medaliat olimpic. A participat la două ediții ale Jocurilor Olimpice (1988, 1992) în care a câștigat o medalie de aur.